# Jikkyō Powerful Pro Yakyū 2000
Jikkyō Powerful Pro Yakyū 2000 (実況パワフルプロ野球2000) és un videojoc de dibuixos animats de beisbol per la Nintendo 64. Va ser llançat només al Japó el 2000. És el quart videojoc per Nintendo 64 en la saga Jikkyō Powerful Pro Yakyū, i és la continuació de Jikkyō Powerful Pro Yakyū 4, Jikkyou Powerful Pro Yakyuu 5 i Jikkyō Powerful Pro Yakyū 6 i té la continuació de Jikkyō Powerful Pro Yakyū Basic-han 2001. Tots els videojocs han sigut llançats només al Japó.